# Alf Nordström
Alf O A Nordström, född 26 november 1914 i Hudiksvall, död 1991, var en svensk museiman, författare och fotograf. Han var bland annat verksam som landsantikvarie och länsantikvarie i Stockholm. År 1984 belönades han med Samfundet S:t Eriks plakett.

## Biografi
Nordström växte upp i Sigtuna och utbildade sig vid Högre konstindustriella skolan (1938–1941). Han blev filosofie licentiat vid Stockholms högskola 1947. Mellan 1941 och 1946 arbetade han som teckningslärare i Stockholm. Därefter tjänstgjorde han som konservator och antikvarie vid Stockholms stadsmuseum. Mellan 1956 och 1962 var han anställd vid Riksantikvarieämbetet.
År 1962 blev han den förste landsantikvarien i Stockholms län och var mellan 1976 och 1980 länsantikvarie med Länsstyrelsen som huvudman.
Alf Nordström var en produktiv fotograf och författare av kulturhistoriska böcker med anknytning till Stockholmsområdet. Hans produktion rymmer bland annat böcker om Huddinge, Sigtuna, Vaxholm och Stockholms skärgård.
Han var upphovsman till en av de största bildsamlingarna hos Stockholms läns museum, med cirka 9 000 svartvita och 15 000 färgdiabilder. Mellan 1949 och 1966 var han fotoskribent i Dagens Nyheter.

## Nordströms fotografier (urval)

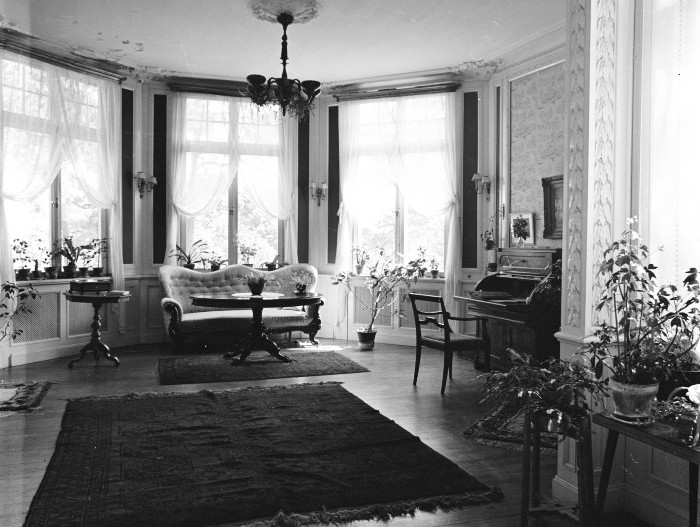
Bogemanska villan 1962
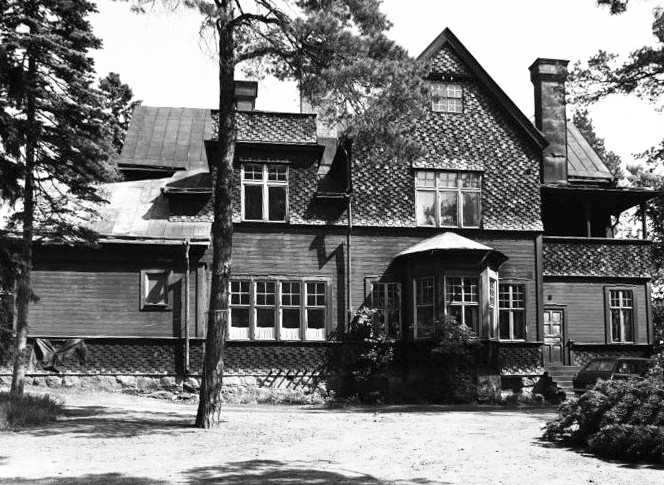
Bogemanska villan 1964
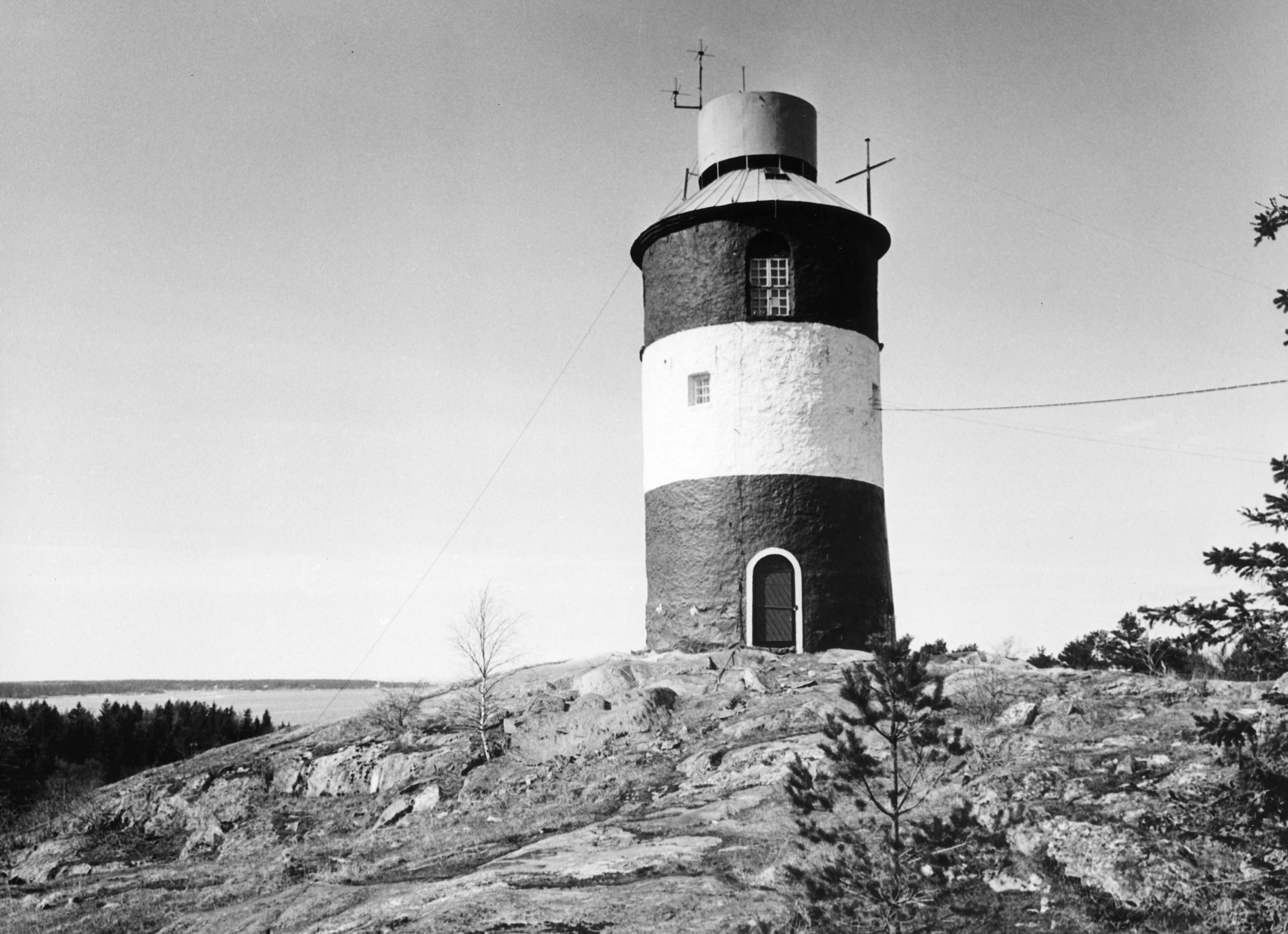
Arholma båk 1966
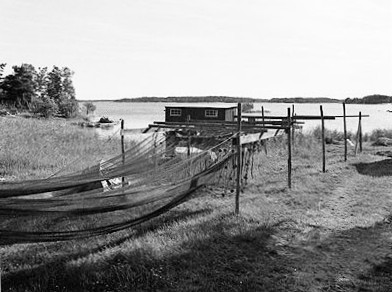
Hallonstenarna 1962